# In Wrong
In Wrong er en amerikansk stumfilm fra 1919 af James Kirkwood.

## Medvirkende
- Jack Pickford som Johnny Spivins
- Marguerite De La Motte som Millie Fields
- Clara Horton som Dolly Sheldon
- George Dromgold som Morgan Coleman
- Hardee Kirkland som Henry Wallace